# 1–28 Woodside Place

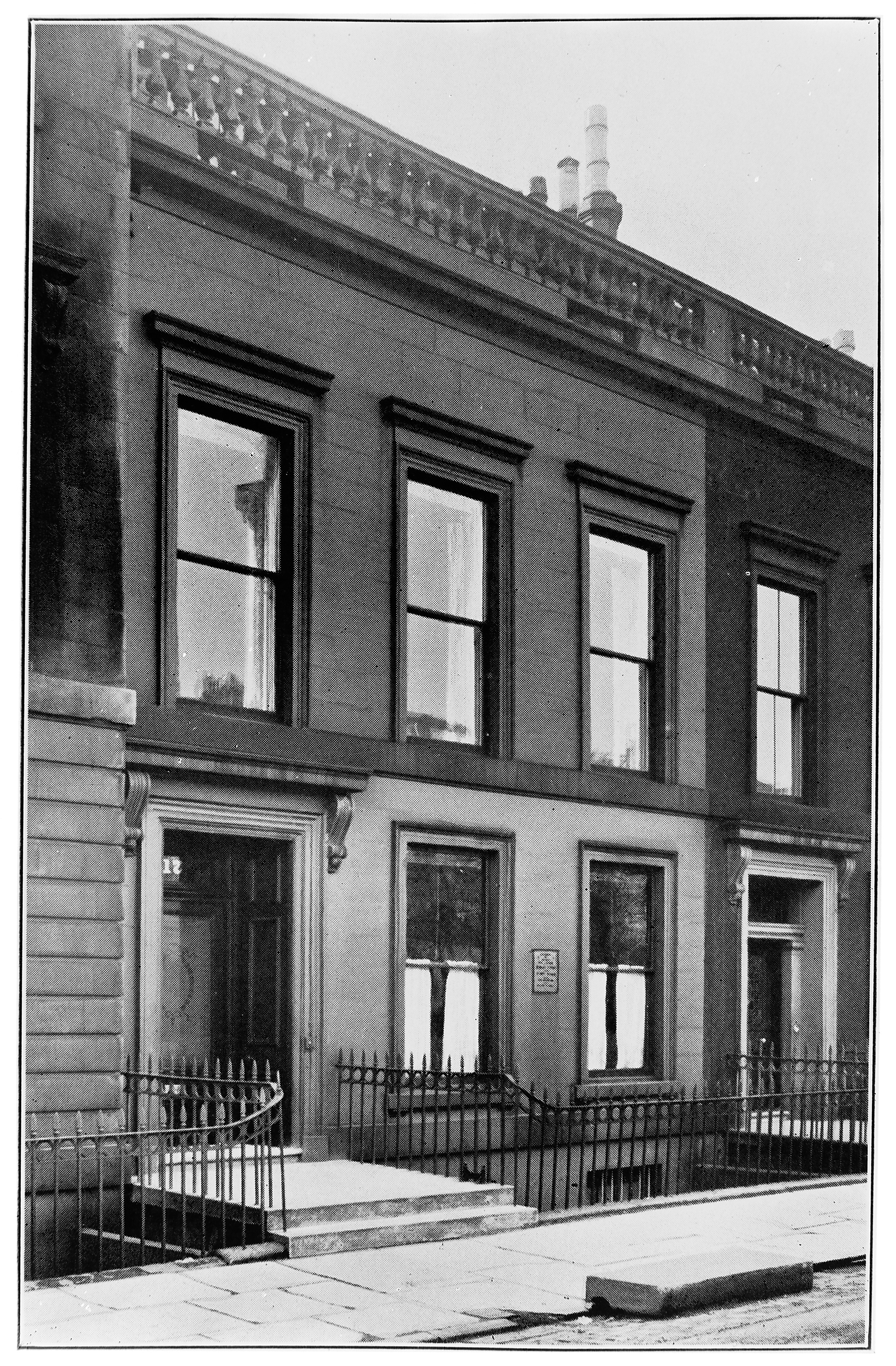
17 Woodside Place

Unter der Adresse 1–28 Woodside Place in der schottischen Stadt Glasgow befindet sich ein Ensemble von Wohngebäuden. 1970 wurde das Bauwerk als Einzeldenkmal in die schottischen Denkmallisten in der höchsten Denkmalkategorie A aufgenommen.

## Geschichte
Die Gebäude entstanden im Jahre 1838. Für den Entwurf zeichnet der schottische Architekt George Smith in Zusammenarbeit mit John Baird verantwortlich.
Hausnummer 17 ist als ehemaliges Wohnhaus des Chirurgen Joseph Lister bekannt. Lister beauftragte 1892 den Architekten George Henry Walton mit der Überarbeitung des Innenraums. Der Innenraum von Hausnummer vier wurde 1906 und von Hausnummer drei im Jahre 1909 durch Charles Rennie Mackintosh überarbeitet.

## Beschreibung
Die klassizistische Gebäudezeile liegt am Südostrand des Kelvingrove Parks. Gegenüber liegen die Gebäudegruppe 1–22 Woodside Terrace und teilweise 6–19 Woodside Crescent. Die Hauptfassaden der einzelnen Häuser sind jeweils drei Achsen weit. Mit Ausnahme der äußeren und der beiden zentralen Häuser, die dreistöckig sind, ist die Gebäudezeile zweistöckig. Die gepaarten Eingangsbereiche dieser Häuser sind mit dorischen Säulen gestaltet und das Mauerwerk im Erdgeschoss rustiziert.
Die pilastrierten Eingangstüren sind über eine kurze Vortreppe zugänglich und mit schlichten Gesimsen auf Konsolen gestaltet. Die Fenster des Obergeschosses zeigen Architrave und sind schlicht bekrönt. Unterhalb verlaufen Fenstergesimse. Ein Kranzgesims, teils mit aufsitzender Steinbalustrade, schließt die Fassade ab. Die Dächer sind mit Schiefer eingedeckt.